# Johnnie Walker

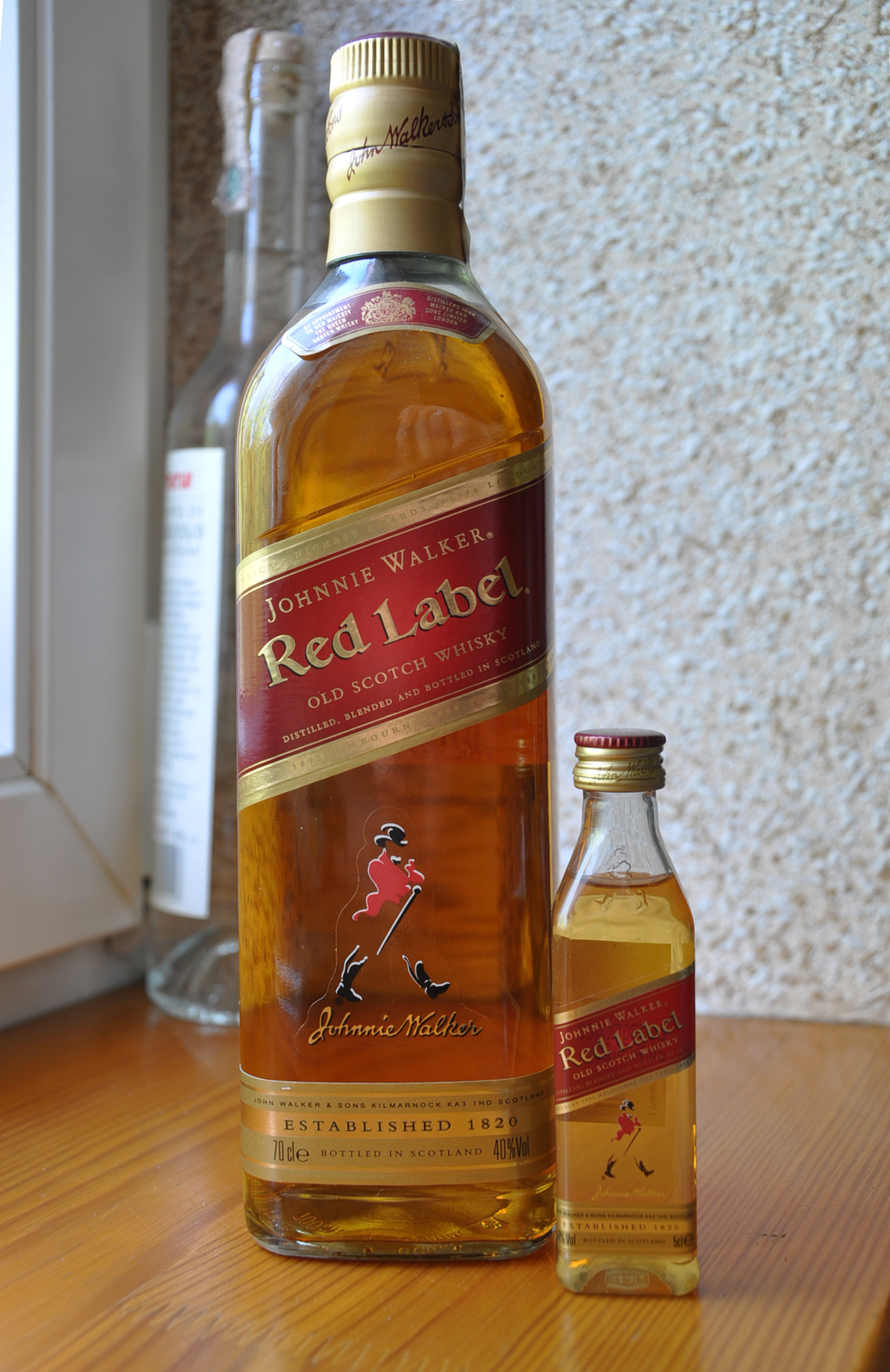
Một chai rượu Ông già chống gậy

Johnnie Walker là một nhãn hiệu rượu Whisky Scotland sở hữu bởi Diageo có xuất xứ từ Kilmarnock, Ayrshire, Scotland. Đây là nhãn hiệu rượu whisky pha Scotland phổ biến rộng rãi nhất trên thế giới, được bán ở hầu khắp các quốc gia với trên 130 triệu chai một năm . Ở Việt Nam, nó còn được biết đến với tên gọi Ông già chống gậy do logo của sản phậm rượu có hình một người đàn ông với cây gậy.

## Lịch sử
Được biết đến như Walker's Kilmarnock Whisky (rượu Whisky Kilmarnock của Walker), nhãn hiệu Johnnie Walker là tài sản do John (Johnnie) Walker (1805 – 1857) để lại sau khi ông bắt đầu bán rượu whisky ở một cửa hàng tạp phẩm tại Ayrshire, Scotland.
- Khởi nghiệp từ năm 14 tuổi với tiệm tạp hóa nhỏ ở vùng Kilmarnock, John Walker không ngờ sự nghiệp và tên tuổi của mình lại vang danh khắp Thế giới. Nhiệt tình và sự thông minh của tuổi trẻ đã giúp anh thỏa mãn sự tìm tòi sáng tạo của mình bằng cách pha trộn nhiều loại rượu khác nhau để tìm ra được loại rượu thượng hạng cho khách hàng. Cuộc hành trình để khám phá những hương vị mới bắt đầu
- Từ những năm 1860, những chai rượu với hình dáng "Vuông thành góc cạnh" ra đời và xuất hiện trên các kệ rượu  ở khắp nơi trên Thế giới, không thể vắng mặt trong những bữa tiệc sang trọng thời ấy
- Cuộc hành trình tiếp tục đến thế kỷ 20 khi những người cháu của John Walker là George và Alexander tham gia vào công cuộc tiếp thị một "Thương hiệu". Năm 1909, hình ảnh Thương hiệu đơn sơ ngày nào đã được họa sĩ trẻ giỏi nhất thời bay giờ - Tom Browne phát họa hình ảnh của Johnnie cách điệu thành một Quý ông chống gậy đang sải bước. Những dòng sản phẩm sau này ra đời đã gắn liền với hình ảnh của "người đàn ông sải bước" (Striding man), tự tin bước vào những sự kiện văn hóa toàn cầu, từ tầng lớp Quý tộc thời xưa đến giới Thượng lưu và sành điệu của thời hiện đại
- Bí mật của sự thành công ấy là sự thấu hiểu khách hàng và niềm đam mê vươn tới những tiêu chuẩn chất lượng để hình thành loại rượu Scotch whisky ngon nhất thế giới

## Các dòng sản phẩm
- Red Label (Nhãn Đỏ): Red Label còn được gọi với cái tên quen thuộc là rượu Johnnie Đỏ, là dòng rượu trẻ nhất của hãng rượu Johnnie Walker, được phối chế từ 35 loại Rượu Whisky khác nhau, lên men từ Ngũ cốc và Mạch nha. Hương vị hòa quyện giữa cay nồng và Khói của Malt rất nhẹ nhàng. Sắc đỏ đặc trưng của nhãn hiệu Scotch Whisky này được ưa chuộng ở khắp mọi nơi trên Thế giới. Johnnie Walker Red Label là một món quà rất ý nghĩa với nhiều người.
Xem nhiều hơn: Johnnie Walker Red Label
- Black Label (Nhãn Đen): Là loại rượu Whisky sang trọng, biểu trưng cho sức mạnh và sự tao nhã, với những đặc tính hoàn toàn riêng biệt. Johnnie Walker Black Label được phối chế từ 40 loại rượu Whisky mỗi loại như vậy phải phải có tuổi tối thiểu là 12 năm. Hương vị đến từ vị cay nồng của Gỗ Sồi, mùi Gia vị và Mù tạt. Đây là dòng sản phẩm bán chạy nhất trong các cửa hàng miễn thuế (Duty Free Shop) trên khắp Thế giới.
- Double Black (Nhãn đen đặc biệt): Dùng nhiều Whisky nguyên liệu từ vùng bờ biển phía Tây của Scotland cho nhiều hương vị khói hơn loại Black Label thông thường. Double Black _ Hương vị nhân đôi có mầu vàng hổ phách và hương thơm đặc trưng của Khói than bùn khô được tích tụ ở những khu rừng nguyên sinh, hương thơm của gỗ Sồi cổ thụ tạo nên sự đắm say lâng lâng, kết hợp cùng vị Trái cây sấy khô và Vanilia dịu ngọt
Hiện nay, Johnnie Walker Double Black ngày càng có chỗ đứng trong sự tin cậy của người tiêu dùng tại Việt Nam. Double Black là sự lựa chọn hoàn hảo không thể bỏ qua nhất là với những người đã từng say mê hương vị của Black Label. Double Black chắc chắn sẽ không thể thay thế cho dòng Whisky mạch nha khói của dảo Islay như Bowmore, Lagavulin, Laphroaig nhưng nó sẽ thu hút người hâm mộ Johnnie Walker đang tìm kiếm một loại rượu Whisky có vị Khói than bùn vừa phải.
- Green Label (Nhãn xanh lá cây): Green Label _ Dòng sản phẩm được phối chế từ các loại Whisky lên men từ Malt (Mạch nha) của các vùng sản xuất rượu Single Malt nổi tiếng của Scotland là Speycide, Highland và Isley. Đây là dòng Whisky Mạch nha (Malt Whisky) độc đáo của Johnnie Walker. Nguồn nguyên liệu dùng để pha trộn được lấy từ 27 Lò chưng cất khắp đất nước Scotland. Mỗi lò chưng cất một loại Malt duy nhất có độ tuổi tối thiểu là 15 năm để tạo ra nét đặc trưng cho Green Label. Johnnie Walker Green Label 15 Years Old có mùi Táo chín đỏ, vị ngọt dịu của Mạch nha, mùi Khói than bùn khô, mang đến hương vị đồng quê trong lành. Các bậc thầy pha trộn của Johnnie Walker đã tạo ra một loại rượu Whisky mạch nha độc đáo với số lượng giới hạn, thiết kế chai cổ điển, nhưng không kém phần sang trọng và tinh tế.
- Gold Label Reserve (Nhãn vàng đặc biệt): Gold Label Reserve là dòng sản phẩm hoàn toàn mới như một tiếp nối của nhãn hiệu Gold Label. Gold Label Reserve là kết quả của sự tổng hợp từ 15 loại Whisky quý hiếm từ kho tàng rượu quý của Johnnie Walker. Sự kết hợp tuyệt vời này đã tạo ra chất rượu với vị êm dịu, sâu lắng, ngọt ngào của Mật ong, Trái cây và gỗ Sồi. Gold Label Reserve là hiếm và đắt tiền thường được dự tính để sử dụng trong những dịp trọng đại.
- Blue Label (Nhãn xanh dương): Đây là Sản phẩm cao cấp nhất của Johnnie Walker, số năm ủ rượu không được tiết lộ, dung tích chai 750 ml, nồng độ 40 %. Các chuyên gia của hãng rượu Johnnie Walker đã tuyển chọn những loại Whisky tốt nhất từ bờ biển phía tây và trên các đảo của vùng Speycide để phối trộn tạo ra Blue Label. Blue Label có hương vị được hòa trộn sành điệu mùi Vani, Hoa và vị Khói than bùn, vị cay của Gỗ sồi, vị nồng của Gia vị... Đây là loại Whisky được ca ngợi trên khắp Thế giới
Được tạo nên từ những loại Whisky quý hiếm và đắt tiền nhất Thế giới _ Blue Label mang đến những đặc tính và hương vị khác biệt, nổi bật, một sản phẩm tiêu biểu của thế kỷ thứ 19, để phục vụ cho các khách hàng quý tộc, sang trọng. Blue Label với hương vị mạnh mẽ, hiếm có sẽ mang đến cho người thưởng thức những trải nghiệm mãnh liệt. Mỗi thành phẩm được xem như một món quà quý báu và được đánh số Seri riêng biệt
Chai rượu Blue Label được làm bằng thủy tinh Flint, được thổi ra từ những cái khuôn của Johnnie Walker đã có từ thế kỷ thứ 19, bảo vệ Whisky quý hiếm ở bên trong bằng nút bấc truyền thống.
- J&B: Thú vị với J& B Bỏ túi màu vàng.